# Chinesischer Rossharnisch
Ein Chinesischer Rossharnisch ist eine Schutzwaffe aus China.

## Beschreibung
Ein Chinesischer Rossharnisch besteht aus Stahl und Stoffen. Er ist in der Art einer Brigantine gearbeitet. Der Panzer besteht aus kleinen Metallplatten, die überlappend gearbeitet sind. Sie sind mit Kettengliedern untereinander verbunden und werden  mit Stoffen wie Seide oder Brokat überzogen. Damit die Platten innerhalb des Stoffes nicht verrutschen können, sind sie von außen mit Nieten fixiert. Der Rossharnisch besteht aus zwei Teilen: der eine schützt Kopf und Hals des Pferdes, der andere Rücken, Seiten und Oberbeine. Um die Nase des Pferdes sind bewegliche, mit Metall bedeckte Fransen angebracht, die vom Nasenbereich ähnlich einer Gardine herabhängen. Der Chinesische Rossharnisch wird mit Lederriemen am Pferd befestigt. Eine andere Version gleicht einer Rüstung aus Tibet. Man vermutet, dass dieser von tibetanischen Truppen übernommen wurde, die gegen das chinesische Reich in der Tang-Dynastie kämpften. Bedingt durch diese Konstruktion ist der Rossharnisch leicht und trotzdem widerstandsfähig gegen Schwerthiebe und Lanzenstiche. Wegen der Verwendung der vielen Nieten ähnelt dieser Harnisch der Rüstung chinesischer Palastwachen und hoher Militärs.